# 酸素バー
酸素バー (さんそバー)とは、酸素を利用者に吸引させる装置を備えた施設。
日本では1980年代末期によく知られるようになったが、原型となるビジネスモデルは1970年代から存在する。主にガソリンスタンドの休憩室、健康ランド・スーパー銭湯・フィットネスクラブの休憩・飲食スペースに設けられ、1回あたり100円～200円程度の料金を支払うことにより、10分間程度吸引用の酸素が与えられる。
利用者は備え付けの機材に付いているマスクを鼻に近づけ、マスクから放出される酸素をゆっくりとした呼吸で吸引する。
主な作用として、疲労や集中力の回復、眠気の除去がうたわれているが、それを裏付ける科学的な検証は十分行われていない。
また、施設によっては芳香剤で酸素に香りづけしてアロマセラピー効果を謳うところもある。芳香剤として精油（「天然オイル」などとも）を用いる場合があるが、アメリカ食品医薬品局は油分の肺への吸入はリポイド肺炎の原因やアレルゲンとなる可能性があるとしている。
近年では家庭用酸素濃縮器が電気店で市販されるようになり、自宅でも気軽に酸素吸入が行えるようになった。